# 王鐸 (正德舉人)
王鐸（15世紀—16世紀），字孔振，浙江衢州府西安縣人，明朝政治人物。

## 生平
王鐸是正德五年（1510年）庚午科浙江鄉試第四十四名舉人，獲授崇仁知縣，改建學宮，上疏立吳與弼專祠、清理虛稅，不久因為忤逆權貴調任竹溪知縣，判決積壓案件，三次請求辭官養親都獲上級挽留，得知父親去世後立刻奔喪，士民勒石紀念他，服闋後不再出仕，終養母親三十年，人稱為孝子。

## 引用
1. 1 2  嘉慶《西安縣志·卷三十一·循吏》：王鐸 舊志（云）字孔振，正德舉人，為崇仁令，嘗新學宮，疏立吳康齋祠、清虛稅，後與時忤告調湖廣竹溪縣，決累滯獄，三告養親，當道勉留，及聞父訃奔喪，士民勒石永思，服闋不忍離母，遂終養致仕三十年，雖居城市，足跡不履公門。
2. ↑  嘉慶《西安縣志·卷二十六·選舉》：明……正德五年庚午科（舉人） 王鐸 四十四名，知縣
3. ↑  同治《崇仁縣志·卷六·職官志》：王鐸，字孔振，浙江西安人，嘉靖三年任，疏立吳與弼專祠，調湖廣竹溪縣，三告養親不允，及父卒終身不仕以事母。 舊無傳，見《浙江通志》
4. ↑  光緒《衢州府志·卷三十五》：王鐸，字孔振，西安人，正德庚午舉於鄉，為崇仁知縣，疏立吳與弼專祠，調湖廣竹溪縣，決屢年滯獄，三告養親不允，及父卒，遂終身不仕以事母，人稱為孝子。 葉秉敬府志
5. ↑  四庫全書《浙江通志·卷一百八十六·人物七》：王鐸，《衢州府志》（云）字孔振，西安人，正德庚午舉人，為崇仁知縣，疏立吳與弼專祠，調湖廣竹溪縣，決屢年滯獄，三告養親不允，及父卒，遂終身不仕以事母。